# Лужки (Славський район)
Лужки (рос. Лужки) — селище Славського району, Калінінградської області Росії. Входить до складу Тимірязевського сільського поселення.
Населення —  78 осіб (2015 рік). 

## Населення
| 2002 | 2010 |
| ---- | ---- |
| 91   | ↘78  |